# Chlenias nodosus
Chlenias nodosus là một loài bướm đêm trong họ Geometridae.